# Crybaby
Crybaby ist ein Song der US-amerikanischen Contemporary-R&B-Sängerin Mariah Carey in Zusammenarbeit mit dem US-amerikanischen Rapper Snoop Dogg. Der Titel erschien am 2. November 1999 auf Careys siebtem Studioalbum Rainbow und wurde zusammen mit Can’t Take That Away (Mariah’s Theme) am 18. Juli 2000 als dessen vierte Single ausgekoppelt. Crybaby erreichte den 28. Platz der amerikanischen Pop-Charts.
Im Wahlkampf 2016 wurde der Begriff (deutsch etwa „Heulsuse“, „Schreikind“) auch zu einem Kampfbegriff der Anhänger Donald Trumps gegen die „verweichlichte“ liberale Linke.

## Entstehung und Produktion
Crybaby entstand im Sommer 1999 auf Capri. Carey schrieb den Song zusammen mit Snoop Dogg, der die Bridge rappt. Das Lied wurde auf einem Sample von Piece of My Love aufgebaut, welches 1988 im Original von Teddy Riley, Aaron Hall, Timmy Gatling and Gene Griffin für die Hip-Hop-Gruppe Guy geschrieben wurde. Als Produzent trat neben Carey der Produzent Damizza in Erscheinung.

## Inhalt
Im Lied geht es um Schlaflosigkeit, die die Protagonistin quält, wenn sie nächtelang über eine vergangene Liebschaft grübeln muss. Als autobiografischen Bezug nennt Carey ihre straffe Arbeitsplanung, die ihr mit Komponieren, Aufnahmen und Produktionen kaum Pausen zur Erholung ermöglicht. Auch die vielen Promotionstermine hinderten sie zunehmend daran, abzuschalten und ließen sie nachts schlecht schlafen.

## Musikvideo
Das Musikvideo von Crybaby wurde von Sanaa Hanri produziert, der auch für das Video zu Can’t Take That Away (Mariah’s Theme) verantwortlich ist. Im Video treten Mariah Carey und Snoop Dogg auf.

## Hitparadenplatzierung
Der Song kam in Amerika auf Platz 28 der Billboard-Hot-100-Charts. In der Hitparade der Hot R&B/Hip-Hop Singles & Tracks kam die Veröffentlichung auf Platz 23, in den kanadischen Chats auf Platz vier.

## Nutzung des Begriffs in der politischen Auseinandersetzung
Die Spezialistin für linguistische Anthropologie, Janet McIntosh, weist darauf hin, dass die Verwendung des Begriffs durch Trump-Anhänger in der Präsidentschaftswahl 2016 zur Diskreditierung liberaler Oppositioneller der Sprache entspricht, die im militärischen Drill der US-Kadettenanstalten zur Diskreditierung Schwächerer gebraucht wurde.